# I wonder (single van Jack Jersey)
I wonder is een single van Jack Jersey & The Jordanaires. Jersey, eigenlijk Jack de Nijs, schreef het nummer met Jacques Verburgt. De single verscheen tussen 1974 en 1975 in Nederland, België en Duitsland.
Het is het tweede van drie nummers dat de zanger met The Jordanaires op een single zette. Deze groep is vooral bekend geworden als achtergrondkoor van Elvis Presley. Het is ook de titelsong van het album dat Jack Jersey met hen uitbracht.

## Hitnoteringen

### Nederland
| I wonder in de Nederlandse Top 40 van 22-2-1975 t/m 5-4-1975 | I wonder in de Nederlandse Top 40 van 22-2-1975 t/m 5-4-1975 | I wonder in de Nederlandse Top 40 van 22-2-1975 t/m 5-4-1975 | I wonder in de Nederlandse Top 40 van 22-2-1975 t/m 5-4-1975 | I wonder in de Nederlandse Top 40 van 22-2-1975 t/m 5-4-1975 | I wonder in de Nederlandse Top 40 van 22-2-1975 t/m 5-4-1975 | I wonder in de Nederlandse Top 40 van 22-2-1975 t/m 5-4-1975 | I wonder in de Nederlandse Top 40 van 22-2-1975 t/m 5-4-1975 | I wonder in de Nederlandse Top 40 van 22-2-1975 t/m 5-4-1975 |
| Week                                                         | 1                                                            | 2                                                            | 3                                                            | 4                                                            | 5                                                            | 6                                                            | 7                                                            |                                                              |
| ------------------------------------------------------------ | ------------------------------------------------------------ | ------------------------------------------------------------ | ------------------------------------------------------------ | ------------------------------------------------------------ | ------------------------------------------------------------ | ------------------------------------------------------------ | ------------------------------------------------------------ | ------------------------------------------------------------ |
| Positie                                                      | 30                                                           | 17                                                           | 14                                                           | 11                                                           | 14                                                           | 30                                                           | 37                                                           | uit                                                          |

| I wonder in de Nationale Hitparade van 22-2-1975 t/m 22-3-1975 | I wonder in de Nationale Hitparade van 22-2-1975 t/m 22-3-1975 | I wonder in de Nationale Hitparade van 22-2-1975 t/m 22-3-1975 | I wonder in de Nationale Hitparade van 22-2-1975 t/m 22-3-1975 | I wonder in de Nationale Hitparade van 22-2-1975 t/m 22-3-1975 | I wonder in de Nationale Hitparade van 22-2-1975 t/m 22-3-1975 | I wonder in de Nationale Hitparade van 22-2-1975 t/m 22-3-1975 |
| Week                                                           | 1                                                              | 2                                                              | 3                                                              | 4                                                              | 5                                                              |                                                                |
| -------------------------------------------------------------- | -------------------------------------------------------------- | -------------------------------------------------------------- | -------------------------------------------------------------- | -------------------------------------------------------------- | -------------------------------------------------------------- | -------------------------------------------------------------- |
| Positie                                                        | 27                                                             | 24                                                             | 11                                                             | 11                                                             | 16                                                             | uit                                                            |

### Vlaanderen
In de Top 30 van de BRT stond de single 11 weken genoteerd en bereikte het nummer 6 als hoogste notering. In de Ultratop 30 kende het de volgende noteringen:
| Positie | 20 | 12 | 12 | 11 | 7 | 7 | 5 | 10 | 14 | 20 | 23 | uit |